# 매든 NFL
매든 NFL(Madden NFL, 1993년까지 존 매든 풋볼(John Madden Football)로 알려짐)은 EA 올랜도가 개발하고 EA 스포츠가 배급하는 미식축구 스포츠 게임 시리즈이다. 프로 풋볼 명예의 전당에 헌액된 코치이자 해설가인 존 매든의 이름을 딴 이 프랜차이즈는 2018년 기준으로 1억 3천만 장 이상 판매되었다. 2004년부터 2022년까지 이 게임은 유일한 공식 라이선스 내셔널 풋볼 리그(NFL) 비디오 게임 시리즈였으며, 실제 스포츠의 많은 선수와 코치들에게 영향을 미쳤다. 이 시리즈의 특징으로는 상세한 플레이북과 선수 능력치, 그리고 실제 NFL 텔레비전 중계 스타일의 음성 해설이 있다. 2013년 기준 현재 이 프랜차이즈는 40억 달러 이상의 매출을 올렸으며, 시장에서 가장 수익성이 높은 비디오 게임 프랜차이즈 중 하나이다.
일렉트로닉 아츠(EA) 설립자 트립 호킨스는 이 시리즈를 구상하고 1984년에 매든에게 지지와 전문성을 요청했다. 매든은 게임이 가능한 한 현실적이어야 한다고 주장했기 때문에 존 매든 풋볼의 첫 번째 버전은 1988년이 되어서야 나왔다. EA는 1990년부터 매년 게임을 출시했으며, 각 출시작에 사용된 숫자는 일반적으로 게임 출시 연도와 게임이 기반으로 하는 NFL 시즌을 나타낸다. 예를 들어, 매든 NFL 2005는 2004년에 출시되었고 2004년 NFL 시즌을 따랐다.

## 역사

### 1980년대 – 탄생
트립 호킨스는 십대 시절 스트랫-오-매틱 종이 및 주사위 기반의 축구 시뮬레이션 게임의 복제판을 만들었다. 이 게임은 복잡성 때문에 성공하지 못했고, 그는 언젠가 그 규칙을 컴퓨터에 위임하기를 희망했다. 하버드 대학교에서 호킨스는 크림슨 팀의 풋볼 선수로 뛰었고, PDP-11 미니컴퓨터용 풋볼 시뮬레이션을 만들었다. 그는 나중에 이 시뮬레이션이 마이애미 돌핀스가 미네소타 바이킹스를 1974년 슈퍼볼에서 23-6(실제는 24-7)으로 이길 것이라고 예측했다고 말했다. 1982년에 일렉트로닉 아츠를 설립한 후—"내가 [이 회사]를 설립한 진짜 이유는 스트랫-오-매틱 같은 게임의 컴퓨터 버전을 만들고 싶었기 때문이다"라고 호킨스는 나중에 말했다—회사는 마이크로컴퓨터 축구 게임 디자인을 시작했다. 호킨스는 처음에는 자신이 가장 좋아하는 선수인 조 몬태나에게 제안된 게임에 대한 지지를 요청했지만, 쿼터백은 이미 아타리와 지지 계약을 맺고 있었고, 두 번째 선택인 캘 코치 조 캡은 호킨스가 지불할 의사가 있는 것보다 훨씬 많은 선불 로열티를 요구했다.

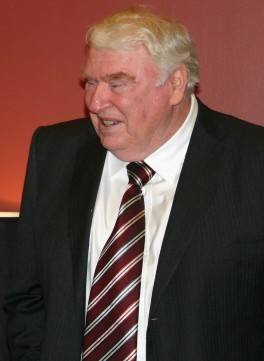
전 NFL 코치이자 당시 해설가인 존 매든은 이 게임 시리즈에 자신의 이름과 축구 지식을 제공하는 데 동의했다.

1984년, 호킨스는 전 NFL 코치이자 당시 해설가였던 존 매든에게 접근했다. 호킨스와 게임 프로듀서 조 이바라는 매든의 비행기공포증 때문에 이틀 동안 암트랙 기차 여행 중 매든과 후속 회의를 주선했다. EA 경영진은 제안된 게임이 정교한 축구 시뮬레이션이 될 것이라고 약속하고, 은퇴한 오클랜드 레이더스 코치에게 지지와 전문성을 요청했다. 매든은 자신의 텔레스트레이터 외에는 컴퓨터에 대해 아는 바가 없었지만 동의했다. 그는 캘리포니아 대학교 버클리에서 "팬을 위한 축구"라는 강의를 가르쳤고, 이 프로그램을 플레이를 가르치고 테스트하는 도구로 구상했다. (매든은 이 게임을 교육 도구로 계속 보았다. 2012년에 매든 NFL을 설명해달라는 요청을 받았을 때, 그는 "사람들이 꽤 정교한 수준에서 게임을 배우고 참여할 수 있는 방법"이라고 불렀다.) 호킨스와 이바라는 기차 여행 중 해돋이부터 자정까지 매든에게서 축구 플레이와 전략을 배웠다.
EA는 매든이 디자인에 참여하지 않고 게임을 지지할 것이라고 예상했을 것이다. 초기 계획은 기술적 한계 때문에 팀당 6~7명의 선수를 구상했지만, 매든은 11명의 선수를 고집했다. "진짜가 아니면 내 이름을 올리지 않겠다"고 말했다. 고등학교 때 축구가 아닌 체스를 했던 이바라는 작업을 통해 이 주제에 대한 전문가가 되었지만, 11명의 선수가 당시 가정용 컴퓨터를 압도한다는 것을 알았다. 매든처럼 지연된 대부분의 프로젝트는 취소된다. 이바라와 개발자 로빈 안토닉은 평균 개발 기간의 두 배가 넘는 3년이 필요했다. 이 프로젝트는 회사 내에서 "트립의 어리석음"으로 알려졌고, 매든은 EA 외부 감사인이 결코 회수되지 않을 것이라고 조언한 10만 달러의 로열티 선급금을 받았음에도 불구하고 때로는 EA가 포기했다고 믿었다.
회사는 게임을 완성하기 위해 베데스다 소프트웍스를 고용했지만, 목표의 일부만 달성했다. EA는 물리 엔진에 대한 기여를 포함하여 많은 디자인을 사용했지만, 1년 안에 베데스다는 매든 작업을 중단하고 베데스다의 그리드론! 축구 게임의 새 버전을 EA가 출판하지 않은 것에 대해 EA를 고소했다. 이로 인해 지연이 추가되었다. 최종 개발 과정을 거쳐 존 매든 풋볼은 1988년 애플 II 컴퓨터용으로 출시되었다. 호킨스와 지친 이바라("내 모든 기억은 고통뿐이다")는 다른 프로젝트로 넘어갈 수 있었다.
플레이를 제공하기 위해 계약한 매든은 EA에게 1980년 레이더스 플레이북을 제공했고, EA는 자신의 피규어 축구 게임을 수치적 기술 등급으로 디자인한 샌프란시스코 이그재미너 작가 프랭크 쿠니를 고용했다. 그리드 그레이드라는 스프레드시트 기반 게임에서도 사용된 이 기술 등급은 매든 풋볼의 선수 등급의 선구자였다. 회사는 아직 NFL 팀이나 선수의 이름을 법적으로 사용할 수 없었지만, 쿠니는 NFL 팀으로부터 실제 플레이를 얻었다. 박스 뒷면에는 이 게임을 "최초의 진짜 축구 시뮬레이션"이라고 불렀고, 매든의 말을 인용했다: "이봐, 11명의 선수가 없다면 진짜 축구가 아니야." 문서에는 매든의 코칭 전략 및 철학에 대한 해설이 담긴 수십 가지 공격 및 수비 플레이의 도표가 포함되었다. 쿠니는 플레이를 제출하는 것 외에도 프로그래머 및 프로듀서와 협력하여 모든 선수의 수치적 등급을 만들어 게임, 특히 맨투맨 상황에서 적절하게 수행하도록 했다. 처음에는 각 선수에 대해 8개에서 12개의 특성이 채점되었다. 게임이 더욱 정교해짐에 따라 그 수는 200개 이상으로 증가했다. 이 게임은 적당히 잘 팔렸지만 정교한 플레이북을 고려할 때 인터페이스는 복잡했고, 매든의 11명 선수에 대한 주장은 게임을 느리게 만들었다.
이 기간 동안 매든은 EA 주식의 기업공개에 대해 "무제한" 옵션을 구매할 기회를 거절했는데, 그는 나중에 이를 "내 인생에서 가장 바보 같은 일"이라고 불렀다.

### 1990년대
1990년대 초, EA는 파크 플레이스 프로덕션을 고용하여 세가 제네시스 비디오 게임 콘솔용 매든을 개발했다. 파크 플레이스는 "아케이드 스타일, 액션 중심" 게임 플레이의 ABC 먼데이 나이트 풋볼을 개발했으며, 이 회사의 매든 또한 정확한 시뮬레이션에 초점을 맞춘 컴퓨터 버전과 비교하여 초현실주의를 강조했다. 파크 플레이스의 작업에 감명받은 EA는 안토닉이 사내에서 개발한 버전을 완성하는 대신 제네시스 매든용으로 선택했다.
EA는 콘솔을 역공학하여 세가에게 카트리지당 표준 8~10달러의 라이선스 수수료를 지불하지 않고 게임을 판매한 후, 카트리지당 2달러와 수수료 상한액 200만 달러의 타협안을 제안했다. 콘솔 제조사는 EA가 역공학된 지식을 다른 회사에 판매할까 봐 두려워 동의했다. 이 합의로 EA는 향후 3년간 3,500만 달러를 절약했다. 자체 조 몬태나 지지 축구 게임이 1990년 크리스마스 쇼핑 시즌을 놓칠 예정이었기 때문에 세가는 EA에게 몬태나 이름으로 매든을 판매하도록 허락해달라고 요청했다. EA는 거절했지만, 매든의 3D 그래픽과 113개의 플레이 대부분이 부족한 열등한 대안을 제안했다. 조 몬태나 풋볼은 1990년 크리스마스 이후에 출시되었음에도 불구하고 잘 팔렸고, 블루 스카이 소프트웨어가 개발을 인수한 후에도 인기를 유지했다. 하지만 제네시스용 존 매든 풋볼은 EA와 세가에게 최초의 큰 성공을 거둔 매든 게임(회사가 75,000장을 예상했을 때 40만 장을 판매)이자 최초의 킬러 애플리케이션이 되었으며, 콘솔이 슈퍼 패미컴에 대한 시장 점유율을 얻는 데 도움을 주었다. 1992년부터 1994년까지 메가는 이 게임을 월간 최고 100개 메가 드라이브 게임 중 1위로 선정했다.
1990년, EA 프로듀서 리처드 힐레만은 1980년대 중반 코모도어 64 게임 배급사인 게임스타를 설립하고 베스트셀러 스포츠 게임 디자인을 이끌었던 베테랑 스포츠 게임 디자이너 스콧 오르를 영입했다. 오르와 힐레만 팀은 오늘날에도 여전히 현대 매든으로 인식될 수 있는 게임을 디자인하고 개발을 이끌었다. 매든의 초기 버전은 베데스다, 비주얼 콘셉츠, 스톰프론트 스튜디오와 같은 외부 개발 스튜디오에서 만들어졌다. 존 매든 풋볼 '92에는 경로상의 모든 선수를 밟고 지나가는 구급차도 등장했다.
비주얼 콘셉츠가 1995년에 새로운 플레이스테이션용 매든 NFL '96을 제공하지 못하자, EA는 매든 NFL 97을 위해 티뷰론 엔터테인먼트를 고용했고 나중에 이 회사를 인수하여 사내 개발을 중앙 집중화했다. 이 회사는 존 매든 풋볼을 최초의 스포츠 기반 아케이드 게임으로 출시할 계획이었지만, 게임 테스트에서 열광적이지 않은 반응으로 인해 게임은 취소되었다. EA가 1999년 드림캐스트용 매든 및 기타 스포츠 타이틀 출시를 거부한 것은 콘솔의 성공 부족과 세가의 하드웨어 시장 퇴출에 기여했다.
1996년까지 매든은 800만 장 이상 판매된 베스트셀러 스포츠 비디오 게임 프랜차이즈였다.

#### 프랜차이즈 모드
1998년, 일렉트로닉 아츠는 매든 풋볼에 "프랜차이즈 모드"를 추가하여 플레이어들이 여러 시즌을 플레이하고, 오프 시즌 드래프트 픽을 하고, 선수들을 트레이드할 수 있게 했다.
프랜차이즈 모드에서 플레이어는 총괄 매니저 역할을 맡아 계약, 자유 계약, 드래프트 픽, 코치 고용 및 해고를 포함한 모든 인사 문제를 관리한다. 플레이어는 또한 헤드 코치와 유사한 캐릭터(게임 내에 헤드 코치 인물이 있지만)로 활동하며, 어떤 선수를 플레이할지 선택하고, 교체하고, 연습하고, 게임 계획을 연습하는 등 다양한 활동을 한다.
플레이어는 NFL의 32개 프랜차이즈 중 어느 팀이든 플레이할 수 있으며, 트레이드 마감일과 연봉 상한선을 둘지 선택할 수 있으며, 모든 활성 NFL 선수의 49라운드 판타지 드래프트로 프랜차이즈를 시작할지 여부를 선택할 수 있다. 플레이어는 게임에서 사용하기 위해 생성된 팀을 업로드할 수도 있다.
게임에 들어가면 플레이어는 트레이닝 캠프(선수 속성을 개선하기 위한 개별 훈련)를 운영하고, 프리시즌 게임을 플레이하며, 플레이오프와 슈퍼볼을 포함한 정규 16경기 NFL 시즌을 경쟁한다. 플레이어는 원하는 경우 다른 팀의 게임을 포함하여 시뮬레이션의 어떤 게임이든 플레이할 수 있으며, 원하는 대로 게임을 시뮬레이션할 수 있다. 대부분의 매든 버전은 플레이어에게 프랜차이즈와 함께 30년을 제공하며, 때로는 시뮬레이션 종료 시 명예의 전당에 지원할 기회를 제공한다.
프랜차이즈 모드의 역사 전반에 걸쳐 데이터 손상, 게임플레이 버그, 개발자 실수 등 많은 문제와 결함이 있었다. 프랜차이즈 모드는 매년 매든에서 가장 지속적으로 비판받는 게임 모드 중 하나이다.

### 2000년대

#### 매든 NFL 2000
매든 NFL 2000은 플레이 에디터, 아케이드 모드, 매든 챌린지를 처음으로 갖춘 매든 게임이었다. 이 게임은 1999년 8월 31일에 마이크로소프트 윈도우, 플레이스테이션, 게임보이, 닌텐도 64, 클래식 맥 OS로 출시되었다. 표지 선수로는 전 레이더스 코치 존 매든과 배경에 디트로이트 라이언스 러닝백 배리 샌더스가 등장했다. 이 게임은 존 매든 외에 다른 선수가 표지에 등장한 두 번째 매든 게임이었다.

#### 매든 NFL 2001
매든 NFL 2001에는 "위대한 게임"이라는 세그먼트가 있었는데, 이 세그먼트에서는 한 팀을 조종하고 설정된 시간 안에 게임을 이겨야 하는 상황에 놓였다. 플레이어가 이기면 새로운 팀이나 경기장을 해제할 수 있었다. 전체적으로 매든 NFL 2001에는 60개 이상의 팀과 80개 이상의 경기장이 있었다. 테네시 타이탄스 러닝백 에디 조지가 표지 선수이다.

#### 매든 NFL 2002
매든 NFL 2002에는 처음으로 팀 만들기 기능이 도입되었는데, 팀을 만들고 플레이 나우 모드 또는 프랜차이즈 모드에서 그 팀으로 플레이할 수 있었다. 리그 만들기 모드도 있었지만 인기를 얻지 못했다. 팀 만들기 기능은 매든 NFL 13에 포함되지 않았고, 팀 이동 기능은 매든 NFL 2004의 프랜차이즈 모드에서 "경기장"으로 처음 도입되었다. 매든 NFL 2002는 2002년 두 번째로 많이 팔린 게임이었다. 미네소타 바이킹스 쿼터백 돈테 컬페퍼가 표지 선수이다.

#### 매든 NFL 2003
빠른 1대1 게임부터 시즌 전체 또는 여러 시즌 동안 팀을 운영하는 것까지 다양한 게임 플레이 모드가 있다. 매든 NFL 2003의 새로운 기능인 온라인 플레이는 초기 2004년까지 플레이스테이션 2 콘솔, Xbox 콘솔 또는 마이크로소프트 윈도우 PC 사용자만 이용할 수 있었다(이 버전에는 미니 캠프 챌린지도 있음). 세인트루이스 램스 러닝백 마셜 포크가 표지 선수이다.

#### 매든 NFL 2004
또한 매든 NFL 2004부터 EA 스포츠는 프랜차이즈 이전 버전에서 사용할 수 없었던 각 조정에 있는 오른쪽 아날로그 조이스틱을 사용하는 새로운 플레이메이커 도구를 만들었다. 그 중 하나는 포메이션을 변경하지 않고 러닝 플레이 방향을 바꿀 수 있는 기능이었다. 플레이메이커 도구 이전에는 플레이어가 사용 가능한 4개의 "핫 루트" 중 하나만 호출할 수 있었다. 플레이메이커와 오른쪽 썸스틱을 사용하면 플레이어에게 4개의 추가 핫 루트 옵션이 제공된다. 쿼터백이 공을 가지고 있을 때 플레이메이커 도구를 사용하여 리시버가 플레이 도중에 경로를 변경하도록 만들 수 있다. 공격에서 공을 달릴 때, 러너는 블로커가 가는 방향을 제어할 수 있다. 그러나 수비 정렬 조정은 사용할 수 없어 공격 선수에게 유리한 명백한 불균형이 발생했다. 애틀랜타 팰컨스 쿼터백 마이클 빅이 표지 선수이다.

#### 매든 NFL 2005
매든 NFL 2005에서 EA 스포츠는 "Fear the D"라는 테마로 수비 개선을 강조하는 캠페인을 진행했다. 선수 경험을 재균형화하기 위해 EA는 수비에게 플레이메이커 도구를 제공했다. 공격 플레이메이커 도구와 유사하게, 수비 플레이메이커는 플레이어가 스냅 전 수비 조정을 할 수 있게 한다. EA 스포츠는 "히트 스틱"을 만들어 수비에서 오른쪽 아날로그 조이스틱을 더욱 활용했다. 히트 스틱은 조종하는 플레이어가 간단한 움직임으로 큰 히트를 할 수 있게 하여 볼 운반자가 펌블할 가능성을 높인다. 또한 처음으로 "포메이션 시프트"가 도입되었다. 이 새로운 기능은 플레이어가 실제로 플레이를 변경하지 않고 스냅 전 오디블 메뉴에서 포메이션을 변경할 수 있게 했다. 예를 들어, 골 라인 포메이션에서 미들로 달리는 플레이를 호출한 다음, 포메이션 시프트를 호출하여 플레이어들이 같은 러닝 플레이를 유지하면서 4명의 와이드 리시버 포메이션으로 퍼져나가도록 할 수 있었다. 이 새로운 기능의 문제는 EA가 포메이션 시프트가 있을 때마다 수비 선수들이 더 피곤해지는 피로 페널티를 추가했다는 것이다. 이로 인해 공격 선수들은 매 플레이마다 여러 포메이션 시프트를 호출하여 수비 선수들이 따라가지 못하고 완전히 휴식할 때까지 게임에서 교체해야 했다. 이는 피로를 끄지 않으면 해결할 수 없는 더 큰 불균형을 초래했다. 볼티모어 레이븐스 라인배커 레이 루이스가 표지 선수이다.
2005년에는 프랜차이즈 모드의 메뉴 화면에서 재생되는 가상의 쇼인 "EA 스포츠 라디오"도 추가되어 게임 플레이 동안 더 큰 스토리라인 느낌을 제공했다. 이 쇼에는 호스트로 토니 브루노가 출연하며, 그는 종종 선수와 코치들과 시즌 진행 상황에 대해 인터뷰하고, 가짜 청취자들이 전화하여 축구 관련 질문에 답하려고 시도하는 퀴즈 질문도 제공한다. 이 쇼에는 게임 내 시즌 동안 유명 NFL 선수 및 코치들과의 가상 인터뷰가 포함되었다. 일부 팬들은 EA 스포츠가 라디오가 프랜차이즈 모드에서 두 시즌 만에 지루해졌기 때문에 '프로그래밍'에 새로운 기능을 포함하지 않는다고 비판했지만, 이 기능은 프랜차이즈 메뉴에 콘텐츠를 추가하여 호평을 받았다. 또한, USA 투데이 및 거의 모든 32개 NFL 팀에 대한 라이선스 로컬 신문에서 국가 뉴스를 볼 수 있는 신문도 추가되었다. 마지막으로, 2005년에는 프랜차이즈 모드에서 여러 번 진행이 도입되었다. 이전에는 매든의 NFL 선수들은 각 시즌이 끝날 때만 진행 또는 퇴보했다. 이제 5주, 11주, 17주가 끝날 때 게임은 프로그램2004년 이후 진행 상황 외에도 성과를 기반으로 선수들을 "진행"하도록 사용했다.

#### 매든 NFL 06
매든 NFL 06에서는 "트럭 스틱"이 도입되었다. 이 기능을 통해 공격 선수는 어깨를 낮추고 태클을 깨거나 뒤로 움직여 피할 수 있다. 또 다른 새로운 기능은 슈퍼스타 모드로, 플레이어가 루키를 조종하고 그의 경력을 진행할 수 있다. 여기에는 IQ 테스트, 인터뷰, 훈련, NFL 드래프트, 에이전트 고용 및 슈퍼스타의 삶의 다른 측면이 포함된다. 필라델피아 이글스 쿼터백 도너번 맥냅이 표지 선수이다.
EA는 2006년 버전에 QB 비전 기능도 도입했다. 이 기능으로 패스 플레이 중 쿼터백에게서 스포트라이트 콘이 방출되어 그의 시야를 시뮬레이션한다. 정확한 패스를 하려면 쿼터백은 의도한 리시버를 그의 시야에 두어야 한다. 콘 안에 없는 리시버에게 패스하면 패스 정확도가 크게 떨어진다. 쿼터백의 비전 콘 크기는 그의 인지도 및 패서 정확도 등급과 직접적으로 관련이 있다. 브렛 파브와 페이턴 매닝은 거의 전체 필드를 한 번에 보지만, J. P. 로스만이나 카일 볼러와 같은 경험 부족 쿼터백은 필드의 일부만 본다. 이 기능은 또한 더 큰 플레이와 더 많은 인터셉션을 가능하게 한다.
또한 EA 스포츠는 스마트 루트를 추가했다. 이것은 해당 리시버에게 핫 루트를 누를 때 아날로그 스틱을 아래로 내리면 리시버가 첫 다운까지 달려가고 공을 그에게 던질 수 있다는 것을 의미한다.
현재 세대 매든은 "스마트 루트"와 "QB 비전"을 제외하고는 동일했지만, 이것은 매든이 다음 세대 Xbox 360으로 출시된 첫 해이기도 했다. 이전 세대에서 만들어진 거의 모든 변경 사항은 완전히 제거되었다.

#### EA Sports Madden NFL Football
이 게임은 글로벌 VR이 개발하고 2005년에 출시한 아케이드 게임이다. 이 게임은 표준 및 디럭스 캐비닛으로 제공된다. 최대 4명의 플레이어가 플레이할 수 있으며, 5가지 게임 모드(친선 경기, 훈련, 토너먼트, 경쟁, 경력)를 포함한다. 2004-2005 시즌 로스터를 제공한다.

#### EA Sports Madden NFL Football: Season 2
이 게임은 EA 스포츠 매든 NFL 축구의 속편이다. 원작처럼 글로벌 VR에 의해 개발되었다. 2006년에 아케이드 전용으로 출시되었다. 이 버전은 QB 비전, 히트 스틱, 트럭 스틱을 추가했다. 로스터도 2006-2007 시즌에 맞게 업데이트되었다.

#### 매든 NFL 08
매든 NFL 08에서는 웨폰 기능이 추가되어 슈퍼스타 선수들이 주목받을 수 있게 되었다. 예를 들어 랜디 모스는 '고-투-가이'(Go-To-Guy)로, 놀라운 한 손 잡기를 할 수 있다. 페이턴 매닝은 프랜차이즈 쿼터백이다. 또한 새로운 스킬 훈련, 히트 스틱 2.0, 링 오브 챔피언 기능이 포함된다. 테네시 타이탄스 쿼터백 빈스 영이 표지에 있다. 매든 NFL 08은 MacOS용으로 출시된 마지막 매든 게임이었고, 닌텐도 게임큐브용으로 출시된 마지막 게임이기도 했다. 또한 2018년 매든 NFL 19까지 마이크로소프트 윈도우에 출시된 마지막 게임이었다.

#### 매든 NFL 09
매든 NFL 09는 2008년 8월 12일에 출시되었다. 사업상의 이유로 EA는 PC 플랫폼으로 게임을 출시하지 않기로 결정했다. 이 게임에는 쿼터백 브렛 파브가 표지에 등장하며, 초기에는 그린베이 패커스 유니폼을 입고 있지만, 뉴욕 제츠 유니폼을 입은 파브가 등장하는 다운로드 가능한 표지도 제공된다. 파브는 시즌 시작 전에 패커스 소속으로 은퇴했지만, 늦여름에 은퇴 복귀를 선언하고 제츠로 트레이드되었다. 매든 NFL 09는 최대 32명의 플레이어가 온라인으로 시뮬레이션된 NFL 시즌에 참가할 수 있는 온라인 리그 게임 플레이를 제공하는 시리즈의 첫 번째 게임이었다. EA 스포츠 수석 프로듀서 필 프레이저에 따르면, 최대 32명의 플레이어가 경쟁 게임, NFL 드래프트에 참여하고 팀 간 트레이드를 수행할 수 있었다. 이 게임은 또한 매든 IQ를 통합한 시리즈의 첫 번째 게임이었다. 매든 IQ는 런 오펜스, 패스 오펜스, 런 디펜스, 패스 디펜스로 구성된 일련의 미니 게임을 통해 자동으로 스킬을 측정하는 데 사용된다. 각 훈련이 끝날 때 플레이어는 루키부터 올-매든까지 다양한 점수를 받는다. 최종 매든 IQ는 이 점수들의 조합으로 게임 난이도를 제어하는 데 사용된다.

#### 매든 NFL 10
매든 NFL 10은 2009년 8월 14일에 출시되었다. 이 게임에는 애리조나 카디널스 와이드 리시버 래리 피츠제럴드와 피츠버그 스틸러스 스트롱 세이프티 트로이 폴라말루가 등장한다. 이전 버전과 비교하여 매든 NFL 10은 개발 노력에 대해 매우 투명했으며, 매주 블로그 업데이트와 다양한 메시지 보드에 지속적으로 존재했다. 새로운 디자인 팀도 게임을 인수했으며, NFL 헤드 코치 09의 멤버들이 포함되었다. 매든 NFL 10의 방향은 훨씬 더 현실적이고 시뮬레이션적인 초점으로 바뀌었으며, 이미 공개된 정보에는 절차적 인식(강력한 헤드 트래킹 시스템), 플레이어 등급에 대한 새로운 철학, QB 플레이, WR/DB 플레이 및 게임 전반의 다른 영역에서의 현실성 대폭 개선이 포함된다. 매든 10에는 PRO-TAK 애니메이션 기술을 포함한 여러 가지 새로운 기능이 있다. 이 기술은 최대 9명의 갱 태클과 펌블 무더기를 허용하여 플레이어가 '모든 야드를 위해 싸우도록' 돕는다(올해의 태그라인). 매든 10에는 또한 게임 내 주간 요약 쇼인 '디 엑스트라 포인트'가 있다. 매든 10은 여러 플레이 패키지를 제공한다. 이는 더 많은 득점 옵션을 허용한다. 이 버전은 선수에 대한 완전히 개편된 등급 시스템을 특징으로 하며, 달리는 동안 던지기 및 짧고, 중간, 깊은 패스에 대한 특정 등급과 같은 새로운 범주를 특징으로 한다. 이 게임의 사운드트랙에는 너바나, 판테라, 시스템 오브 어 다운, 키드 록과 같은 랩, 얼터너티브 록, 랩 메탈, 하드 록 밴드가 포함된다.

### 2010년대

#### 매든 NFL 11
매든 NFL 11은 2010년 7월 27일에 출시되었으며(원래 출시일인 2010년 8월 10일에서 홍보를 위해 앞당겨짐), 뉴올리언스 세인츠 쿼터백 드루 브리스가 표지에 등장한다. 이 게임은 온라인 팀 플레이와 같은 몇 가지 새로운 기능을 포함한다. 온라인 스카우팅 및 협동 플레이를 위한 온라인 속성 향상을 제공한다. 이러한 새로운 게임 추가 기능과 함께 스웨거라는 새로운 등급(올드 스파이스 후원)이 있다. 초기 추측은 이 새로운 등급이 "자신감" 또는 "침착함"을 반영할 것이라는 것이었지만, 곧 플레이어의 축하 성격과 직접적으로 연관된 것으로 확인되었다.

#### 매든 NFL 12
매든 NFL 12는 2011년 8월 25일에 출시되었다. NFL 직장 폐쇄로 인해 출시가 2주 연기되었으며, 클리블랜드 브라운스 러닝백 페이턴 힐리스가 표지에 등장한다. 하지만 세인트루이스 램스 러닝백 마셜 포크가 표지에 등장하는 한정판도 있다.

#### 매든 NFL 13
매든 NFL 13은 2012년 8월 28일에 출시되었으며, 디트로이트 라이언스 와이드 리시버 캘빈 존슨이 표지 선수이다. 매든 NFL 13은 플레이스테이션 비타로 출시된 첫 매든 게임이며, 또한 Kinect 지원과 실제 게임 물리 엔진을 홍보하는 새로운 물리 엔진을 갖춘 시리즈의 첫 번째 게임이기도 하다.
매든 NFL 13에는 온라인 프랜차이즈 모드가 완전히 개편되어 커넥티드 커리어 모드(CCM)로 알려지게 되었다. 새로운 CCM 기능에는 선수 계약, 드래프트 픽 트레이드 기능, 연봉 상한선, 그리고 최대 30년의 게임플레이가 포함되었다.

#### 매든 NFL 25
2013년 초, EA 스포츠는 매든 시리즈의 다음 게임이 2013년 8월 27일에 출시될 것이라고 발표했다. 이 게임은 시리즈의 25주년 기념작이므로, 이전 버전과 같이 년도를 붙여 매든 NFL 14로 불리는 대신 매든 NFL 25라고 불린다. 표지 투표는 과거 선수("올드 스쿨")와 현역 선수("뉴 스쿨")를 포함한 두 개의 브래킷으로 구성되었다.
"올드 스쿨" 선수이자 프로 풋볼 명예의 전당 헌액자인 배리 샌더스는 2013년 4월 24일 ESPN의 스포츠네이션 에피소드에서 매든 NFL 25의 표지 선수로 선정되었다. "뉴 스쿨" 결승 진출자는 에이드리언 피터슨이었다.

#### 매든 NFL 15
2014년 3월 13일 EA 스포츠는 웹사이트에 사용자들이 "다음 매든 NFL"을 위해 2014년 3월 17일까지 커넥티드 커리어 모드용 유니폼을 디자인하고 제출할 수 있다고 게시했다. 2014년 4월 28일, EA는 NFL 라인배커이자 2013년 올해의 수비수 루크 키클리와 함께 출시 영상으로 매든 15의 사전 예약을 발표했다. 이 게임은 북미에서는 8월 26일, EU에서는 8월 29일에 Xbox One, PlayStation 4, Xbox 360, PlayStation 3용으로 출시되었다. 이 게임은 "극적인 완전히 새로운 카메라 앵글과 동적인 경기 전 및 하프타임 기능"을 특징으로 했다. 디트로이트 라이언스의 2014년 NFL 드래프트 10번째 픽 동안 배리 샌더스는 팬들이 다시 표지 선수를 투표할 수 있다고 발표했다. 6월 6일, 시애틀 시호크스 코너백 리처드 셔먼이 표지 선수로 발표되었다.

#### 매든 NFL 16
EA는 전통적인 브래킷을 통한 표지 선수 투표 대신, 매든 NFL 모바일의 수집 카드 또는 콘솔 장치의 얼티밋 팀을 통해 투표를 진행하기로 결정했다. 2015년 5월 4일, 2016년 게임 표지 후보 네 명이 발표되었다: 뉴잉글랜드 패트리어츠 타이트 엔드 롭 그론코프스키, 애리조나 카디널스 코너백 패트릭 피터슨, 뉴욕 자이언츠 와이드 리시버 오델 베컴 주니어, 피츠버그 스틸러스 와이드 리시버 안토니오 브라운. 5월 13일, 베컴 주니어가 팬 투표에서 그론코프스키를 제치고 매든 16의 표지 선수로 선정되었다. 이 게임은 2015년 8월 25일에 출시되었다.

#### 매든 NFL 17
매든 NFL 17은 2016년 8월 23일에 출시되었다. 게임의 특징으로는 그라운드 게임의 업그레이드, 재설계된 더 나은 프랜차이즈 모드, "매든 365", 새로운 볼 캐리어 UI 프롬프트, 새로운 경로 지원 등이 포함된다. 뉴잉글랜드 패트리어츠 타이트 엔드 롭 그론코프스키가 표지 선수로 활동한다.

#### 매든 NFL 18
매든 NFL 18은 2017년 8월 25일에 출시되었다. 이 게임은 시리즈 중 처음으로 프로스트바이트 엔진으로 개발되었으며, FIFA 17의 더 저니와 유사한 롱샷 모드라는 스토리 모드를 포함한다. 뉴잉글랜드 패트리어츠 쿼터백 톰 브래디가 표지에 등장할 것이라고 발표되었으며, 이는 패트리어츠 선수가 2년 연속 표지에 등장하는 것이다. 또한 향상된 G.O.A.T. 에디션도 발표되었다.

#### 매든 NFL 19
매든 NFL 19는 피츠버그 스틸러스 와이드 리시버 안토니오 브라운을 표지 선수로 발표했다. 2018년 8월 10일에 출시되었다. 이 게임은 2007년 매든 NFL 08 이후 처음으로 Windows 버전이 출시되었다.

#### 매든 NFL 20
매든 NFL 20는 캔자스시티 치프스 쿼터백 패트릭 마홈스를 표지 선수로 발표했다. 2019년 8월 2일에 출시되었다. 이 게임에는 슈퍼스타 K.O.라는 온라인 제거 모드와 페이스 오브 더 프랜차이즈: QB1이라는 새로운 스토리 모드가 있다.

### 2020년대

#### 매든 NFL 21
매든 NFL 21은 볼티모어 레이븐스 쿼터백 라마 잭슨을 표지 선수로 발표했다. 2020년 8월 28일에 출시되었다. 그 해에 새로 도입된 것은 NBA 2K의 마이파크와 유사한 백야드 축구 테마의 온라인 모드인 더 야드이다.
워싱턴 레드스킨스가 2020년 7월 13일에 팀의 논란이 많은 명칭 은퇴를 발표함에 따라, EA는 7월 17일에 매든 NFL 21 업데이트를 통해 팀의 로고와 이름을 제거하고 추가 개발이 있을 때까지 일반적인 워싱턴 로고와 이름으로 대체할 것이라고 발표했다.

#### 매든 NFL 22
매든 NFL 22는 탬파베이 버커니어스 쿼터백 톰 브래디와 캔자스시티 치프스 쿼터백 패트릭 마홈스를 표지 선수로 발표했다. 두 선수 모두 두 번째 표지 등장이었다.

#### 매든 NFL 23
매든 NFL 23은 헤드 코치 존 매든을 표지 스타로 발표했다(2022년 6월 1일, 시리즈의 첫 번째 작품인 존 매든 풋볼이 출시된 날과 같음). 이는 2021년 12월 28일에 사망한 그를 기리기 위함이다. 다음 세대 버전의 표지는 슈퍼볼 XI에서 오클랜드 레이더스의 헤드 코치로서 우승을 축하하는 매든의 사진이다. 올 매든 에디션은 시리즈의 첫 번째 작품인 존 매든 풋볼의 표지를 기반으로 하며, 척 스타일스가 만들었다.

#### 매든 NFL 24
매든 NFL 24는 버펄로 빌스 쿼터백 조시 앨런을 표지 선수로 발표했다.

#### 매든 NFL 25
매든 NFL 25는 2024년 9월 초에 샌프란시스코 포티나이너스 러닝백 크리스천 맥캐프리를 표지 선수로 출시되었다. 이는 플레이스테이션 4와 엑스박스 원으로 출시되는 마지막 게임이다.

#### 매든 NFL 26
매든 NFL 26은 2025년 4월에 발표되었으며 2025년 8월 14일에 출시될 예정이다. 닌텐도 스위치 2에 동시 출시되면서, Wii U의 매든 NFL 13 이후 닌텐도 콘솔로 출시되는 첫 번째 매든 게임이다. 또한 9세대 가정용 콘솔 전용으로 출시되는 첫 번째 게임이기도 하다.

### 라이선스 이력 및 스핀오프

#### 라이선스
1993년까지 매든 시리즈는 내셔널 풋볼 리그(NFL) 또는 내셔널 풋볼 리그 선수 협회(NFLPA)로부터 공식 라이선스를 받지 않았다. 매든 NFL '94는 실제 NFL 팀을 포함한 시리즈의 첫 번째 게임이었고, 매든 NFL '95는 내셔널 풋볼 리그 선수 협회를 통해 실제 선수들을 위한 NFLPA 라이선스를 추가했다. 이 라이선스는 EA가 현재 매든 게임에 특정 콘텐츠를 포함시키는 것을 제한한다. 예를 들어 1991년의 존 매든 풋볼 II에서 부상당한 선수들을 픽업하는 유머러스한 구급차 같은 것 말이다. NFL 코치 협회는 매든 NFL 게임에 NFL 코치들의 이름을 나타내는 권리를 판매했다. 매든 NFL 2001은 이 라이선스를 특징으로 하는 시리즈의 첫 번째 게임이었다. 뉴잉글랜드 패트리어츠 코치 빌 벨리칙이나 빌 파셀스는 NFL 코치 협회 회원이 아니었기 때문에 게임에 등장하지 않았다. 마찬가지로 NFLPA 선수가 아닌 선수(예: 현역 시절의 서먼 토머스)는 게임에 등장하지 않고 일반적인 자리 표시자로 대체된다.

#### 독점권
2004년, EA는 NFL 및 NFLPA와 2009년까지 독점 라이선스 계약을 체결하여 NFL의 팀, 경기장 및 선수를 비디오 게임에서 사용할 수 있는 독점 권리를 얻었다. NFL 2K 작업을 하던 마이크 미카는 이 계약을 "게임 산업에서 핵폭탄이 터진 것 같다"며 라이벌 NFL 프로젝트를 취소했다고 설명했다. 이 독점 라이선스는 다른 라이벌 비디오 게임 개발자들이 공식 NFL 비디오 게임을 제작하는 것을 막는다. 3억 달러로 알려지고 나중에 2013년까지 연장된 이 계약은 널리 비판받았다. 블리츠: 더 리그 시리즈와 같은 일부 경쟁 업체는 혁신적인 게임 플레이를 통해 스스로를 구별하려고 계속하기로 선택했지만, NFL 2K 시리즈와 같은 다른 업체는 생산을 중단했다. 2007년, 2K 스포츠는 전 NFL 스타를 사용한 올 프로 풋볼 2K8을 출시했다.
2020년에 2K는 NFL로부터 "비 시뮬레이션 축구 게임 경험"에 대한 권리를 얻었다. 이 계약은 "시뮬레이션" 축구 게임으로 남아 있는 매든에게 영향을 미치지 않는다고 한다.
2020년에 NFL은 2022년에 만료될 예정이었던 EA와의 독점 권리를 2026년까지 연장했다. 이는 보도에 따르면 15억 달러에 달하며, EA가 매출 목표를 달성하면 1년의 추가 독점 조항이 있다.

#### 헤드 코치 시리즈
2006년 8월, EA 스포츠는 매든 엔진을 활용하여 축구 경영 시뮬레이션을 만드는 NFL 헤드 코치를 출시했다. 이 게임은 버그가 많고 비현실적이라는 비판을 받았다. EA 티뷰론은 3년 동안 게임을 처음부터 다시 만들고 결함을 해결하며 자체 엔진을 개발했다. NFL 헤드 코치 09는 2008년 8월 12일에 매든 NFL 09 스페셜 에디션과 함께 번들로 출시되었으며, 2008년 9월 2일에는 단독 게임으로 출시되었다.

#### 매든 NFL 소셜
매든 NFL 소셜은 매든 NFL 모바일의 초기 버전으로 페이스북과 IOS에서 2012년 11월 1일에 출시되었으며 2013년 9월 2일에 서비스가 종료되었다.

#### 매든 아케이드
2009년 11월 24일에 출시된 이 게임은 5대5 경기로 진행되며 32개 NFL 팀 중 각 팀에서 가장 뛰어난 10명의 선수를 선택한다.

#### 매든 NFL 모바일
매든 NFL 모바일은 2014년 8월 26일에 출시되었으며, 모바일 장치에서 세 번째 매든 게임이다. 이 게임은 매든 얼티밋 팀(MUT) 게임 모드와 매우 유사하며, 현재 9번째 시즌이 진행 중이다.

#### 매든 NFL 풋볼
매든 NFL 풋볼은 닌텐도 3DS의 출시 타이틀로 2011년 3월 27일에 출시되었다.

### 음성 해설
매든의 음성 해설은 플레이어 또는 시청자가 마치 실제 TV 경기처럼 게임 진행 상황을 들을 수 있게 한다. 초기 버전의 게임에서는 이 해설을 매든 본인과 그의 플레이 바이 플레이 파트너가 담당했다. 초기에는 그의 CBS 및 Fox 파트너였던 팻 서머롤이 맡았고, 서머롤이 은퇴한 후에는 먼데이 나이트 풋볼(2002년~2005년) 및 NBC 선데이 나이트 풋볼(2006년~2008년)의 존의 중계 파트너였던 알 마이클스가 이 역할을 맡았다. 엑스박스 360 및 PS3에서 출시된 첫 번째 매든 게임에서는 일반적인 EA 스포츠 라디오 아나운서가 플레이 바이 플레이를 담당했다. 이것은 매든 06부터 시작되어 매든 08에서 끝났다. 이 게임의 다른 버전들은 여전히 매든의 해설을 특징으로 했다.
매든은 각 매든 게임을 위해 수천 줄의 대사를 녹음했다. 매든 NFL 09는 매든의 해설이 담긴 마지막 버전으로, 역할은 줄어들었다. 그 무렵, 그는 게임의 모든 시나리오를 다루는 대본을 읊는 것이 지루하고 따분하다고 느꼈다—매든은 녹음 스튜디오에서 혼자 보낸 긴 시간을 "게임에서 경험한 어떤 부분보다 가장 어렵고 재미없는 부분"이라고 회상했다.—하지만 게임 해설에서 자신을 제거하기로 한 결정에 대해 "무언가 나에게서 빼앗기는 느낌"이라고 말했다.
매든과 마이클스는 매든 NFL 09와 매든 NFL 10에서 크리스 콜린스워스가 컬러 해설을, 톰 해먼드가 플레이 바이 플레이를 맡아 교체되었다. 거스 존슨은 매든 NFL 11과 매든 NFL 12에서 해먼드를 대신했으며, 콜린스워스가 두 게임 모두에서 컬러 해설을 담당했다. 매든 NFL 13은 실제 중계 팀인 짐 랜츠와 필 심스의 데뷔를 기록했으며, 경기 전에 부스 내 컷씬에 등장하는 것도 포함되었다. 랜츠와 심스는 매든 NFL 16까지 머물렀고, 그 후 폭스의 브랜던 고딘과 찰스 데이비스가 매든 NFL 17에서 그들을 대신했다. 랜츠는 계속해서 CBS의 주요 플레이 바이 플레이 아나운서로 일했고, 심스는 나중에 CBS 중계 부스를 떠나 더 NFL 투데이에서 일했다. 고딘과 데이비스는 2016년 NFL 시즌 동안 매주 관련된 새로운 해설을 추가하기 위해 스튜디오로 돌아갔다.
새로운 해설 팀이 매든 NFL 25에 추가되었다. 고딘과 데이비스 외에도 NBC의 마이크 티리코와 폭스의 #2 분석가 그렉 올슨이 새로운 중계 팀을 구성했고, 케이트 스콧, 필라델피아 세븐티식서스 및 시애틀 시호크스 프리시즌 게임의 목소리, 그리고 폭스의 #2 대학 축구 분석가 브록 후아드가 또 다른 팀을 구성했다.
또한 매든 NFL 08 및 매든 NFL 09는 스페인어로도 출시되었으며, ESPN 데포르테스 아나운서 알바로 마르틴이 플레이 바이 플레이와 분석을 모두 제공했다.

## 게임 목록
| 제목                                    | 출시 | 플랫폼                                                                                                | 표지 선수 |
| --------------------------------------- | ---- | --- | --- |
| John Madden Football                    | 1988 | MS-DOS, C64/C128, 애플 II                                                                             | 존 매든 |
| John Madden Football                    | 1990 | Genesis                                                                                               | 존 매든 |
| John Madden Football II                 | 1991 | MS-DOS                                                                                                | 존 매든 |
| John Madden Football '92                | 1991 | Genesis                                                                                               | 존 매든 |
| John Madden Football                    | 1991 | SNES                                                                                                  | 존 매든 |
| John Madden Football '93                | 1992 | Genesis, SNES                                                                                         | 존 매든 |
| John Madden Football                    | 1992 | 아미가                                                                                                | 존 매든 |
| John Madden Duo CD Football             | 1993 | TG16 (Super CD)                                                                                       | 존 매든 |
| 매든 NFL '94                            | 1993 | Genesis, SNES                                                                                         | 존 매든 |
| John Madden Football                    | 1994 | 3DO                                                                                                   | 존 매든 샌프란시스코 포티나이너스의 리키 와터스 (PAL 버전) |
| 매든 NFL '95                            | 1994 | Genesis, SNES, 게임보이, 게임 기어, TV game                                                           | 존 매든, 댈러스 카우보이스의 에릭 윌리엄스, 샌프란시스코 포티나이너스의 칼 윌슨 배경 |
| 매든 NFL '96                            | 1995 | Windows, Genesis, SNES, 게임보이, 게임 기어                                                           | 존 매든, 캐롤라이나 팬서스의 캐리 브라밤과 잭슨빌 재규어스의 고든 라로 배경 |
| 매든 NFL 97                             | 1996 | Windows, Genesis, SNES, PS1, Saturn, 게임보이                                                         | 존 매든 |
| 매든 NFL 98                             | 1997 | Windows, Genesis, SNES, PS1, Saturn                                                                   | 존 매든 |
| 매든 풋볼 64                            | 1997 | N64                                                                                                   | 존 매든 |
| 매든 NFL 99                             | 1998 | Windows, PS1, N64                                                                                     | 존 매든 샌프란시스코 포티나이너스의 게리슨 허스트 (PAL 버전) |
| 매든 NFL 2000                           | 1999 | Windows, PS1, N64, 게임보이 컬러, Macintosh                                                           | 존 매든과 디트로이트 라이언스의 배리 샌더스 배경 / 그린베이 패커스의 도르시 레벤스 (유럽 PAL 버전) |
| 매든 NFL 2001                           | 2000 | Windows, PS1, N64, 게임보이 컬러, PS2                                                                 | 테네시 타이탄스의 에디 조지 |
| 매든 NFL 2002                           | 2001 | Windows, PS1, N64, PS2, GameCube, Xbox, 게임보이 컬러, 게임보이 어드밴스                              | 미네소타 바이킹스의 돈테 컬페퍼 |
| 매든 NFL 2003                           | 2002 | Windows, PS1, PS2, GCN, Xbox, 게임보이 어드밴스                                                       | 세인트루이스 램스의 마셜 포크 |
| 매든 NFL 2004                           | 2003 | Windows, PS1, PS2, GCN, Xbox, 게임보이 어드밴스                                                       | 애틀랜타 팰컨스의 마이클 빅 |
| 매든 NFL 2005                           | 2004 | Windows, PS1, PS2, GCN, Xbox, 게임보이 어드밴스, 닌텐도 DS, 탭웨이브 조디악                           | 볼티모어 레이븐스의 레이 루이스 |
| 매든 NFL 06                             | 2005 | Windows, PS2, GCN, Xbox, 엑스박스 360, 게임보이 어드밴스, 닌텐도 DS, PSP, 윈도우 모바일, Mobile phone | 필라델피아 이글스의 도너번 맥냅 |
| EA Sports Madden NFL Football           | 2005 | 아케이드                                                                                              | |
| 매든 NFL 07                             | 2006 | Windows, Mobile phone, PS2, GCN, Xbox, Xbox 360, PS3, Wii, 게임보이 어드밴스, 닌텐도 DS, PSP          | 시애틀 시호크스의 숀 알렉산더 존 매든 (명예의 전당 에디션) |
| EA Sports Madden NFL Football: Season 2 | 2006 | 아케이드                                                                                              | 해당 없음 |
| 매든 NFL 08                             | 2007 | Windows, PS2, GCN, Xbox, Xbox 360, PS3, Wii, 닌텐도 DS, PSP, Mac OS X                                 | 테네시 타이탄스의 빈스 영 샌디에이고 차저스의 루이스 카스티요 (스페인어 버전) |
| 매든 NFL 09                             | 2008 | PS2, Xbox, Xbox 360, PS3, Wii, 닌텐도 DS, PSP                                                         | 그린베이 패커스/뉴욕 제츠의 브렛 파브 (대체 표지) 시카고 베어스의 로베르토 가르사 (스페인어 버전) |
| 매든 NFL 10                             | 2009 | PS2, Xbox 360, PS3, Wii, PSP, IOS                                                                     | 피츠버그 스틸러스의 트로이 폴라말루 애리조나 카디널스의 래리 피츠제럴드 |
| 매든 NFL 11                             | 2010 | PS2, Xbox 360, PS3, Wii, PSP, iOS                                                                     | 뉴올리언스 세인츠의 드루 브리스 |
| 매든 NFL 풋볼                           | 2011 | 닌텐도 3DS                                                                                            | 해당 없음 |
| 매든 NFL 12                             | 2011 | PS2, Xbox 360, PS3, Wii, PSP, iOS, Android, 블랙베리 플레이북                                         | 클리블랜드 브라운스의 페이턴 힐리스 |
| 매든 NFL 13                             | 2012 | Xbox 360, PS3, Wii, Wii U, PS Vita, iOS                                                               | 디트로이트 라이언스의 캘빈 존슨 |
| Madden NFL 25                           | 2013 | Xbox 360, PS3, 엑스박스 원, PS4, iOS, Android                                                         | 디트로이트 라이언스의 배리 샌더스 (Xbox 360 및 PS3) 미네소타 바이킹스의 에이드리언 피터슨 (Xbox One 및 PS4) |
| 매든 NFL 15                             | 2014 | Xbox 360, PS3, Xbox One, PS4                                                                          | 시애틀 시호크스의 리처드 셔먼 |
| 매든 NFL 모바일                         | 2014 | iOS, Android                                                                                          | 시애틀 시호크스의 리처드 셔먼 (2014 시즌) 뉴욕 자이언츠의 오델 베컴 주니어 (2015 시즌) 뉴잉글랜드 패트리어츠의 롭 그론코프스키/덴버 브롱코스의 본 밀러/피츠버그 스틸러스의 안토니오 브라운 (2016 시즌) 뉴잉글랜드 패트리어츠의 톰 브래디 (2017 시즌) 피츠버그 스틸러스의 안토니오 브라운 (2018 시즌) 캔자스시티 치프스의 패트릭 마홈스 (2019 시즌) 볼티모어 레이븐스의 라마 잭슨 (2020 시즌) 탬파베이 버커니어스의 톰 브래디 및 캔자스시티 치프스의 패트릭 마홈스 (2021 시즌) 존 매든 (2022 시즌) 버펄로 빌스의 조시 앨런 (2023 시즌) |
| 매든 NFL 16                             | 2015 | Xbox 360, PS3, Xbox One, PS4                                                                          | 뉴욕 자이언츠의 오델 베컴 주니어 |
| 매든 NFL 17                             | 2016 | Xbox 360, PS3, Xbox One, PS4                                                                          | 뉴잉글랜드 패트리어츠의 롭 그론코프스키 |
| 매든 NFL 18                             | 2017 | Xbox One, PS4                                                                                         | 뉴잉글랜드 패트리어츠의 톰 브래디 |
| 매든 NFL 19                             | 2018 | Windows, Xbox One, PS4                                                                                | 피츠버그 스틸러스의 안토니오 브라운 댈러스 카우보이스의 테렐 오웬스 (명예의 전당 에디션) |
| 매든 NFL 20                             | 2019 | Windows, Xbox One, PS4                                                                                | 캔자스시티 치프스의 패트릭 마홈스 |
| 매든 NFL 21                             | 2020 | Windows, Xbox One, PS4, Xbox Series X/S, PS5, Stadia                                                  | 볼티모어 레이븐스의 라마 잭슨 |
| 매든 NFL 22                             | 2021 | Windows, Xbox One, PS4, Xbox Series X/S, PS5, Stadia                                                  | 탬파베이 버커니어스의 톰 브래디 캔자스시티 치프스의 패트릭 마홈스 |
| 매든 NFL 23                             | 2022 | Windows, Xbox One, PS4, Xbox Series X/S, PS5                                                          | 존 매든 |
| 매든 NFL 24                             | 2023 | Windows, Xbox One, PS4, Xbox Series X/S, PS5                                                          | 버펄로 빌스의 조시 앨런 |
| Madden NFL 25                           | 2024 | Windows, Xbox One, PS4, Xbox Series X/S, PS5                                                          | 샌프란시스코 포티나이너스의 크리스천 맥캐프리 |

## 평가 및 유산
매든은 샌프란시스코에서 필라델피아 이글스 선수가 호텔 방으로 달려와 '매든 어디 있어?'라고 물었던 때를 회상한다. 사람들이 폭스 해설가를 가리키자 그 선수는 '아니, 그 매든이 아니라 게임이요!'라고 말했다.— 로스앤젤레스 타임스, 2002

2013년 기준 현재 일렉트로닉 아츠는 매든 NFL 1억 장 이상을 판매했으며, 한 해에 5백만 장 이상을 판매하여 총 매출 40억 달러를 넘었다. 올랜도, 플로리다주에 있는 EA 티뷰론에서는 30명의 개발자와 100명 이상의 게임 테스트 직원들이 각 시리즈의 새 게임을 개발하고 있으며, 2012년 현재 1,000만 줄 이상의 소스 코드가 포함되어 있다.
슈퍼볼 XI에서 오클랜드 레이더스의 헤드 코치로서 우승했음에도 불구하고 한때 에이스 하드웨어 광고로 더 유명했던 매든은 이제 코치나 중계 방송인보다 매든 NFL로 더 잘 알려져 있다. 그는 자신의 지지로 매년 200만에서 300만 달러를 받았지만 자신은 매든을 "결코 잘하는 선수가 아니었다"고 설명하며 다른 사람들이 플레이하는 것을 더 좋아한다. 매든은 "컴퓨터는 나보다 훨씬 똑똑하다"고 말하지만 첫 게임부터 시리즈 디자인에 영향을 미쳤고, 2009년 중계 및 비디오 게임 음성 해설에서 은퇴한 이후 각 매든 개발 참여가 늘어났다.
그는 다가오는 규칙 변경을 분석한다. 그는 뇌진탕, 헬멧 간 충돌, 기믹 쿼터백에 대해 언급한다. 돔 패트롤 시대의 세인츠가 빌 월시의 49ers 팀을 짧은 라인배커 드롭으로 좌절시켰던 일화는 풀백의 쓸모없음에 대한 강의로 바뀌고, 그 후 선수 캐릭터에 대한 짧은 언급으로 변모한다.

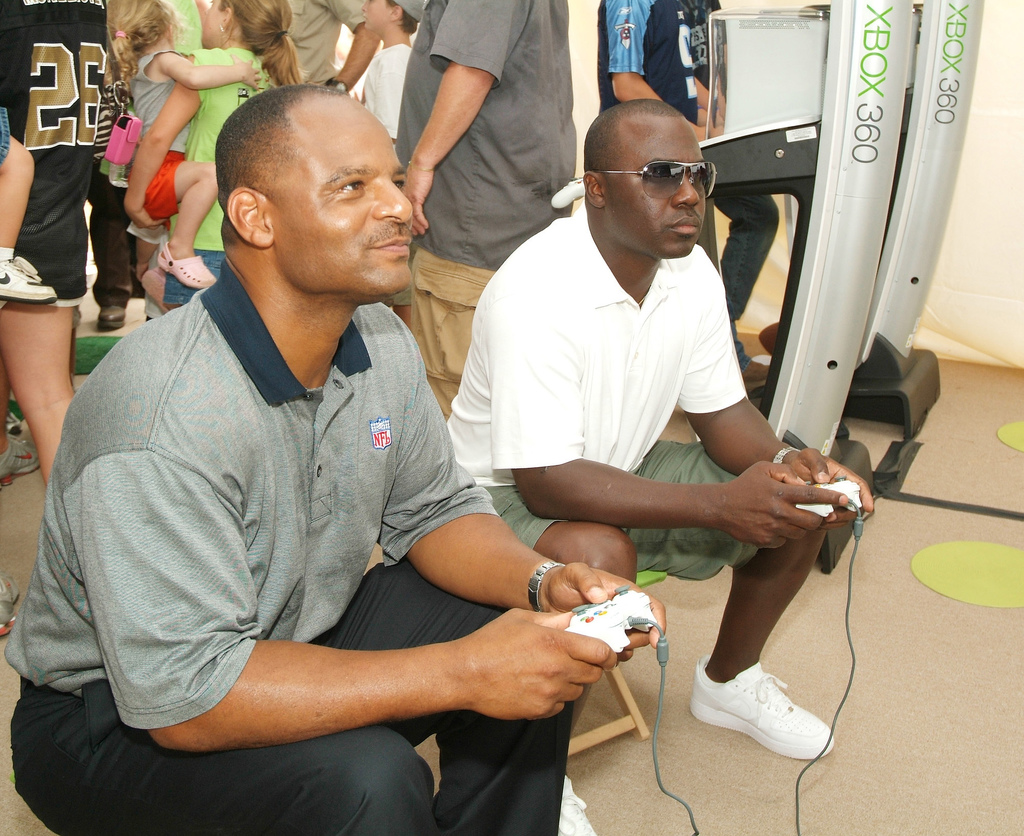
전 NFL 선수 워렌 문과 마셜 포크가 매든 NFL 07을 플레이하고 있다

EA는 이 시리즈가 5백만에서 7백만 명의 열성 팬을 보유하고 있으며, 매든 현금 토너먼트의 지하 서킷이 존재한다고 추정한다. 마셜 포크는 2010년에 NFL 선수 중 "50% 이상"이 매든 플레이어이며, 이들은 게임에서 한때 선택했던 어린 시절 영웅과 함께 또는 그에 맞서 리그에서 플레이한다고 추정했다. 선수들은 일반적으로 전자 상대방의 능력에 관계없이 자신으로 플레이하며 재능의 60가지 이상의 등급 변화에 대해 새 게임 출시를 즉시 확인한다. 그들은 종종 부정확하다고 주장되는 등급에 대해 매든과 EA에 불평하거나(유일하게 에밋 스미스가 게임이 자신을 너무 높게 평가했다고 말했다), 게임 내 외모 변경을 요청한다. 이러한 불만은 1990년에 처음 시작되었고, 그 해 버전의 선수 통계를 시간 부족으로 기여하지 않은 방송인을 혼란스럽게 만들었다.
K. J. 라이트와 조 브래디와 같은 스포츠의 모든 수준의 코치와 선수들은 매든이 자신들에게 영향을 미쳤다고 말하며, 축구 전략과 전술을 배우고, 플레이와 임무를 연습하고, 상대방을 시뮬레이션하기 위해 게임을 추천한다. 루이빌에서 대학 시절부터 매든을 사용하여 플레이를 연습한 테디 브리지워터는 백업 선수인 P. J. 워커와 윌 그리어를 돕기 위해 게임에서 브래디의 플레이북을 만들었다. 매든과 함께 성장한 어린 선수들은 그렇지 않은 선수들보다 플레이를 더 잘 이해한다고 한다. 와이어드는 2010년에 루키 쿼터백과 스프레드 오펜스 사용이 증가한 것이 이 게임의 영향을 받았다고 썼으며, "이 스포츠는 매든볼이라고 부를 수 있는 정교하고, 높은 점수를 내는, 패스 위주의, 젊음 중심의 현상에 의해 점령되고 있다"고 밝혔다. 덴버 브롱코스의 브랜던 스토클리가 2009년 신시내티 벵골스와의 경기에서 비정상적인 런으로 6초를 소모한 후 결승 터치다운을 기록했을 때, 매든 디자이너들은 매든과 함께 경기를 시청하면서 그의 행동이 "게임에서 일어나는 일!"임을 즉시 인식했다.
텔레비전의 축구 중계는 매든과 유사한 시각적 신호를 사용하여 더 비슷하게 보이게 하며, NFL은 시즌 동안 매주 EA 스포츠가 리그의 32개 팀이 사용하는 것과 동일한 검색 가능한 모든 플레이 필름 데이터베이스를 받기 때문에 이 시리즈를 "33번째 프랜차이즈"로 간주한다. 이 게임은 의류에 이어 NFL의 두 번째로 큰 라이선스 수익원이며, 새로운 축구 팬으로서 어린이들을 모집하는 중요한 부분이다.
프로 풋볼 명예의 전당은 2003년에 방문객이 매든을 플레이할 수 있는 대화형 전시관을 열었으며, 이는 매든의 이름이 헌액된 지 3년 전이다. 뉴욕 시의 영상 박물관은 2014년 초에 매든 NFL 25주년을 기념하며, 게임 5개 버전을 플레이할 수 있는 전시회를 열었다.
자동차 산업에서 사용되는 유사한 접근 방식으로, 매든 NFL 25까지 매든 시리즈는 항상 출시 연도보다 1년 뒤에 번호를 매겼다. 그러나 나타내는 시즌은 게임이 출시된 연도이다 (따라서 매든 NFL 13은 실제로는 2012년에 출시되었고 2012년 NFL 시즌을 모델로 했다).
1996년, 넥스트 제너레이션은 이 시리즈의 제네시스 게임들을 합쳐 "역대 최고 게임 100선"에서 30위로 선정하며, 이 게임들을 "역대 최고의 2인용 게임 중 하나, EA를 재창조한 게임, 그리고 (소닉 더 헤지혹과 함께) 세가의 16비트 닌텐도 공격을 시작한 게임"이라고 평가했다.
1990년대 중반, 이 시리즈는 싱글 플레이어 모드에서 악용 가능한 AI로 인해 점점 더 비판을 받았는데, 특정 플레이가 AI 제어 팀을 꾸준히 이길 수 있었기 때문이다, 그리고 주로 멀티플레이어 경험으로 여겨지게 되었다.

### 사건
2018년 8월 26일, 총기 난사 사건이 플로리다주 잭슨빌의 e스포츠 토너먼트에서 발생했으며, 이는 매든 NFL 챔피언십 시리즈의 예선 이벤트였다. 이 사건은 트위치에서 라이브 스트리밍되었으며, 스트리밍 영상에서 총성이 들린다. 용의자를 포함하여 3명이 사망하고 최소 11명이 부상을 입었다. 한 명의 피해자는 총에 맞지 않았다.

### 비판
7세대 콘솔에서 출시된 매든 NFL 06 이후, 일렉트로닉 아츠는 차세대 콘솔용 매든 게임을 발전시키지 않았다는 비판을 받았다. 그래픽은 분명히 개선되었지만, 이전 게임에서 인기 있던 특정 기능들이 알 수 없는 이유로 제거되었고, 이후 약간 변경되어 새로운 기능으로 광고되며 다시 도입되었다. 게임에는 많은 버그와 불균형한 메타가 나타났고, 일부 게이머와 리뷰어들은 최근 매든 게임에 개선이 거의 없다고 생각한다. 커뮤니티에 영향을 미치는 가장 주목할 만한 버그는 프랜차이즈 모드의 광범위한 문제, 해설의 끊김, 게임 플레이/물리 문제, 연결 끊김/진행 상황 손실 문제였다. 최근 매든 게임에 대한 일부 리뷰는 시리즈가 발전하지 않고 변경되지 않았으며 이전 버전의 시리즈가 더 나은 게임이라고 비판했다. EA는 또한 주요 모드 중 하나였던 프랜차이즈 모드를 개선하지 않고 매든 NFL 10에 도입되어 2010년대에 점차 수익화되기 시작한 팀 구성 카드 게임 모드인 얼티밋 팀에만 집중하고 있다는 비판을 받았다. 2020년 6월 17일에 공개된 매든 NFL 21 예고편은 좋아요/싫어요 비율과 메타크리틱 사용자 리뷰 점수가 역대 최저인 0.2점(2021년 1월 기준)을 기록하며 게이머와 리뷰어들로부터 광범위하게 비판받았다.

## 저주
1998년 이전까지 매든 NFL 시리즈의 모든 연간 출시작은 주로 매든이 표지에 등장했다. 1998년, 일렉트로닉 아츠는 게리슨 허스트를 PAL 버전 표지에 등장시켰지만, 북미 버전에는 매든이 남아 있었다. 2000년 에디 조지를 시작으로, 시리즈는 매년 출시작마다 리그 최고의 선수 중 한 명을 표지에 등장시켰다. 매든의 반대에도 불구하고 말이다. 표지에 등장하는 것이 위티스 상자에 등장하는 것처럼 영광스러운 일로 여겨지게 되었지만, 스포츠 일러스트레이티드 표지 징크스와 마찬가지로, 매든 비디오 게임 상자 표지에 등장한 특정 선수들은 경기력 저하나 부상을 경험했다. 매든 표지 선수들의 이러한 불행한 행진은 "매든 저주"라고 불려왔다.
매든 저주에 대해 질문받았을 때, EA 스포츠의 크리스 Erb는 "우리가 저주를 믿는다고 생각하지 않는다. 선수들은 저주를 믿지 않는다"고 말했다. 러닝백 숀 알렉산더, 매든 NFL 07 표지 선수였던 그는 "다치고 표지에 나오는 게 좋아, 아니면 그냥 다치는 게 좋아?"라고 코멘트했고, 매든 NFL 08 표지 선수 빈스 영은 회의적인 태도를 보였다. 반면 매든 NFL 12 표지 선수 페이턴 힐리스는 그 해 그의 부진한 시즌을 저주 탓으로 돌렸다.
저주가 현실이라는 인식은 팬들이 자신이 좋아하는 선수가 표지에 등장하지 않도록 로비를 벌이는 결과를 낳았다. 예를 들어 러데이니언 톰린슨의 팬들은 EA 스포츠가 매든 NFL 08 표지에 그를 등장시키기로 한 초기 결정에 강력히 반대했으며, 심지어 한 팬은 자신의 반감을 표명하기 위해 SaveLTfromMadden.com을 만들었다. 톰린슨은 제안을 거절했지만, 나중에 이는 전적으로 계약 협상 때문이었다고 말했다. 매든 NFL 11부터 EA는 팬들이 표지에서 자신이 좋아하는 선수를 선택할 수 있도록 허용했다. 하지만 EA는 많은 팬들이 "저주"를 피하기 위해 자신이 좋아하는 선수에게 반대표를 던진다고 믿는다. 이 저주는 너무 유명해져서 도박사들이 표지에 등장하는 선수에게 부상이 발생할 가능성에 대한 배당률을 만든다.
매든 표지 선수들이 경험하는 부상은 축구의 물리적인 성격에 기인할 수 있다. 저주를 비판하는 사람들은 매든 NFL 13의 캘빈 존슨처럼 표지에 등장했을 때 성공적인 시즌을 보낸 선수들도 있다고 지적한다. 그는 단일 시즌 리시빙 야드 기록을 세웠고, 매든 NFL 18의 톰 브래디는 MVP로 선정되었으며, 매든 NFL 20의 패트릭 마홈스는 슈퍼볼 LIV에서 우승했을 뿐만 아니라 게임의 MVP이기도 하여 매든 저주를 깨뜨렸다.
2010년 12월, EA는 매든 저주를 바탕으로 코미디 영화를 개발할 계획을 발표했다. 하지만 EA 엔터테인먼트 임원 팻 오브라이언은 2014년 10월에 EA가 매든 저주 영화를 작업하고 있지 않다고 밝혔다.

## 연례 행사

### 매든 볼
매든 볼은 매든 NFL의 최신 버전으로 진행되는 단일 제거 토너먼트이다. 1995년부터 슈퍼볼 주말에 개최 도시에서 열렸으며, 과거에는 NFL 선수와 유명인들이 참가했다. 매든 볼의 참가자 구성은 수년에 걸쳐 운동선수, 음악가, 유명인과 함께 열리는 행사에서 초청받은 NFL 선수들만 참가할 기회를 얻는 행사로 변화했다. 매든 볼 참가자는 원하는 팀을 자유롭게 선택할 수 있다. 우승자는 매든 볼 트로피와 다가오는 매든 비디오 게임에서의 인정을 받는다.
2006년 매든 볼은 슈퍼볼 XL이 열린 디트로이트에서 개최되었으며, ESPN에서 방영되었고 2006년 4월에 초연되었다. 동시에 ESPN은 또한 매든 네이션이라는 별도의 경쟁 시리즈를 주최했는데, 이는 2005년부터 2008년까지 방영된 리얼리티 방송 쇼로, 미국 최고의 매든 선수를 가리기 위한 전국 횡단 여행을 기록했다.
2011년부터 2012년까지 매든 볼 경쟁은 매든 NFL 11에 포함된 새로운 온라인 팀 플레이 기능을 활용했다. 개인으로 경쟁하는 대신 선수들은 트로피를 놓고 겨룰 세 명의 그룹을 형성했다. 이 기능이 중단된 후 매든 볼 경쟁은 헤드투헤드 형식으로 계속되었다.

#### 우승자
- 1995: 레지 브룩스
- 1996: 레지 브룩스
- 1997: 지미 스펜서
- 1998: 모리스 체스트넛[134]
- 1999: 레이 미켄스[135]
- 2000: 테리 잭슨
- 2001: 자케즈 그린
- 2002: 자케즈 그린
- 2003: 드와이트 프리니
- 2004: 드와이트 프리니
- 2005: 마이클 루이스
- 2006: 알렉스 스미스
- 2007: 알렉스 스미스
- 2008: 윌리스 맥게히
- 2009: 안토니오 브라이언트
- 2010: 모리스 존스-드루
- 2011: 패트릭 윌리스, 채드 오초신코, 마리아 메노노스
- 2012: 드루 브리스, 지미 그레이엄, 팀 티보
- 2013: 르션 맥코이
- 2014: 리처드 셔먼
- 2015: 패트릭 피터슨
- 2016: 에릭 베리

#### 루키 우승자
- 2006: 알렉스 스미스
- 2007: 빈스 영
- 2008: 데빈 토머스
- 2009: 버논 골스톤

### EA 슈퍼볼 시뮬레이션
2004년부터 EA 스포츠는 매든 NFL 시리즈의 최신 게임을 사용하여 슈퍼볼 시뮬레이션을 실행하고 결과를 발표했다. EA가 실시한 게임 시뮬레이션은 지난 22번의 슈퍼볼 우승자 중 13명을 정확하게 예측했다. 이 회사는 2015년 게임의 최종 점수와 시애틀이 두 자릿수 리드 후 패배할 것이라는 EA 내부의 회의론에도 불구하고 3쿼터에 시애틀이 24-14로 앞선 점수를 포함한 기타 세부 사항을 정확하게 예측했다. 2008년, 2011년, 2014년, 2016년, 2018년, 2019년, 2021년, 2022년, 2023년에는 예측이 잘못되었다. 후반 3년은 예측이 3년 연속으로 정확하지 않았던 첫 번째 사례이다. EA는 또한 실제 슈퍼볼 요약처럼 시뮬레이션된 게임에 대한 컴퓨터 생성 설명을 발표한다. 시뮬레이션된 슈퍼볼 게임과 실제 슈퍼볼 게임 결과는 아래에 나열되어 있다.
| 년도 | 슈퍼 볼 | 매든의 승자           | 매든의 패자               | 실제 점수  | 매든의 예측 | 매든의 예측 | 매든의 예측 | 매든의 기록 (결과 기준) | 출처    |
| 년도 | 슈퍼 볼 | 매든의 승자           | 매든의 패자               | 실제 점수  | 점수        | 결과        | 점수 차이   | 매든의 기록 (결과 기준) | 출처    |
| ---- | ------- | --------------------- | ------------------------- | ---------- | ----------- | ----------- | ----------- | ----------------------- | ------- |
| 2004 | XXXVIII | 뉴잉글랜드 패트리어츠 | 캐롤라이나 팬서스         | 32–29      | 23–20       | 예          | 예          | 1–0                     | [ 137 ] |
| 2005 | XXXIX   | 뉴잉글랜드 패트리어츠 | 필라델피아 이글스         | 24–21      | 26–21       | 예          | Red X       | 2–0                     | [ 138 ] |
| 2006 | XL      | 피츠버그 스틸러스     | 시애틀 시호크스           | 21–10      | 24–19       | 예          | Red X       | 3–0                     | [ 139 ] |
| 2007 | XLI     | 인디애나폴리스 콜츠   | 시카고 베어스             | 29–17      | 38–27       | 예          | Red X       | 4–0                     | [ 140 ] |
| 2008 | XLII    | 뉴잉글랜드 패트리어츠 | 뉴욕 자이언츠             | 14–17      | 38–30       | Red X       | Red X       | 4–1                     | [ 141 ] |
| 2009 | XLIII   | 피츠버그 스틸러스     | 애리조나 카디널스         | 27–23      | 28–24       | 예          | 예          | 5–1                     | [ 142 ] |
| 2010 | XLIV    | 뉴올리언스 세인츠     | 인디애나폴리스 콜츠       | 31–17      | 35–31       | 예          | Red X       | 6–1                     | [ 143 ] |
| 2011 | XLV     | 피츠버그 스틸러스     | 그린베이 패커스           | 25–31      | 24–20       | Red X       | Red X       | 6–2                     | [ 144 ] |
| 2012 | XLVI    | 뉴욕 자이언츠         | 뉴잉글랜드 패트리어츠     | 21–17      | 27–24       | 예          | Red X       | 7–2                     | [ 145 ] |
| 2013 | XLVII   | 볼티모어 레이븐스     | 샌프란시스코 포티나이너스 | 34–31      | 27–24       | 예          | 예          | 8–2                     | [ 146 ] |
| 2014 | XLVIII  | 덴버 브롱코스         | 시애틀 시호크스           | 8–43       | 31–28       | Red X       | Red X       | 8–3                     | [ 147 ] |
| 2015 | XLIX    | 뉴잉글랜드 패트리어츠 | 시애틀 시호크스           | 28–24      | 28–24       | 예          | 예          | 9–3                     | [ 148 ] |
| 2016 | 50      | 캐롤라이나 팬서스     | 덴버 브롱코스             | 10–24      | 24–20       | Red X       | Red X       | 9–4                     | [ 149 ] |
| 2017 | LI      | 뉴잉글랜드 패트리어츠 | 애틀랜타 팰컨스           | 34–28 (OT) | 27–24       | 예          | Red X       | 10–4                    | [ 150 ] |
| 2018 | LII     | 뉴잉글랜드 패트리어츠 | 필라델피아 이글스         | 33–41      | 24–20       | Red X       | Red X       | 10–5                    | [ 151 ] |
| 2019 | LIII    | 로스앤젤레스 램스     | 뉴잉글랜드 패트리어츠     | 3–13       | 30–27       | Red X       | Red X       | 10–6                    | [ 152 ] |
| 2020 | LIV     | 캔자스시티 치프스     | 샌프란시스코 포티나이너스 | 31–20      | 35–31       | 예          | Red X       | 11–6                    | [ 153 ] |
| 2021 | LV      | 캔자스시티 치프스     | 탬파베이 버커니어스       | 9–31       | 37–27       | Red X       | Red X       | 11–7                    | [ 154 ] |
| 2022 | LVI     | 신시내티 벵골스       | 로스앤젤레스 램스         | 20–23      | 24–21       | Red X       | Red X       | 11–8                    | [ 155 ] |
| 2023 | LVII    | 필라델피아 이글스     | 캔자스시티 치프스         | 35–38      | 31–17       | Red X       | Red X       | 11–9                    | [ 156 ] |
| 2024 | LVIII   | 캔자스시티 치프스     | 샌프란시스코 포티나이너스 | 25–22 (OT) | 30–28       | 예          | Red X       | 12–9                    | [ 157 ] |
| 2025 | LIX     | 필라델피아 이글스     | 캔자스시티 치프스         | 40–22      | 23–21       | 예          | Red X       | 13–9                    | [ 158 ] |

## 추가 정보
- 모건, 엠마누엘 (2024년 7월 22일). “매든에 무슨 문제가 있나?”. 《뉴욕 타임스》 (미국 영어). 2024년 7월 22일에 확인함.